# Louis-Michel Boltz
Louis-Michel Boltz est un architecte alsacien, né à Belfort – où son père était directeur de la poste – le 10 janvier 1816 et mort le 27 novembre 1882 à Nancy.

## Réalisations
On lui doit notamment l'église paroissiale Notre-Dame de l'Assomption d'Altkirch (1845), le Théâtre municipal de Colmar ouvert au public en 1849, l'église luthérienne de Rothau (1863), l'église paroissiale Saint-Grégoire de Ribeauvillé (1864), le marché couvert de Colmar (1865), le monument du Donon (1869) évoquant un temple grec, la ferme Bussière (1876), une dépendance du château de Pourtalès à Strasbourg.

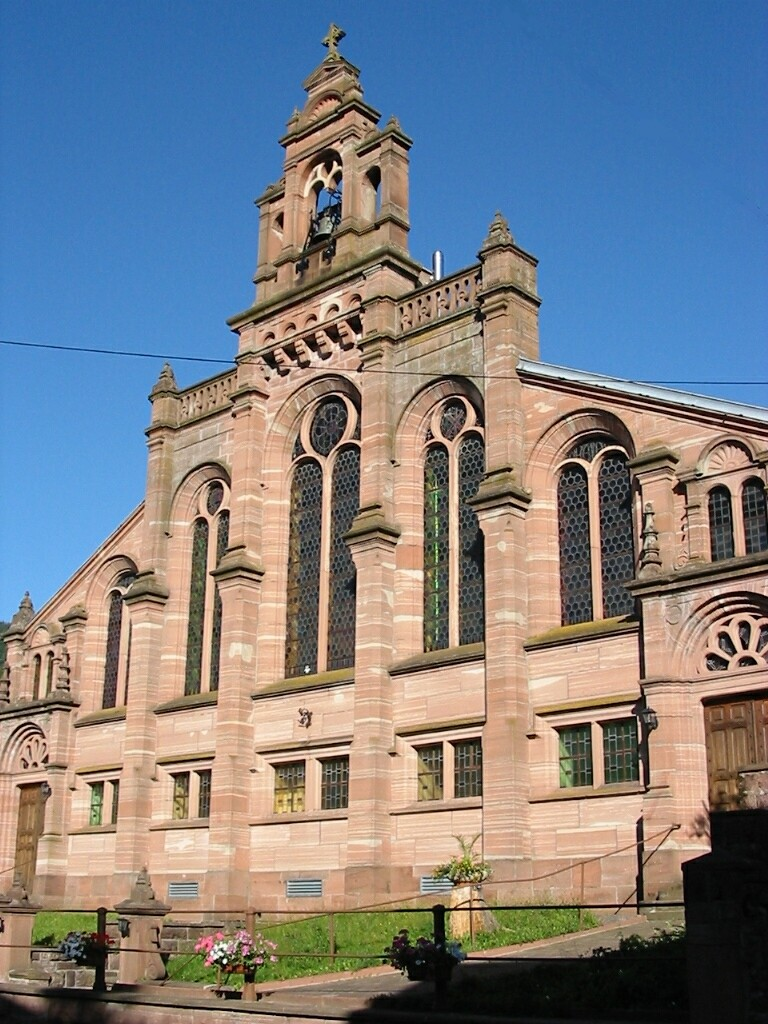
Église de Rothau
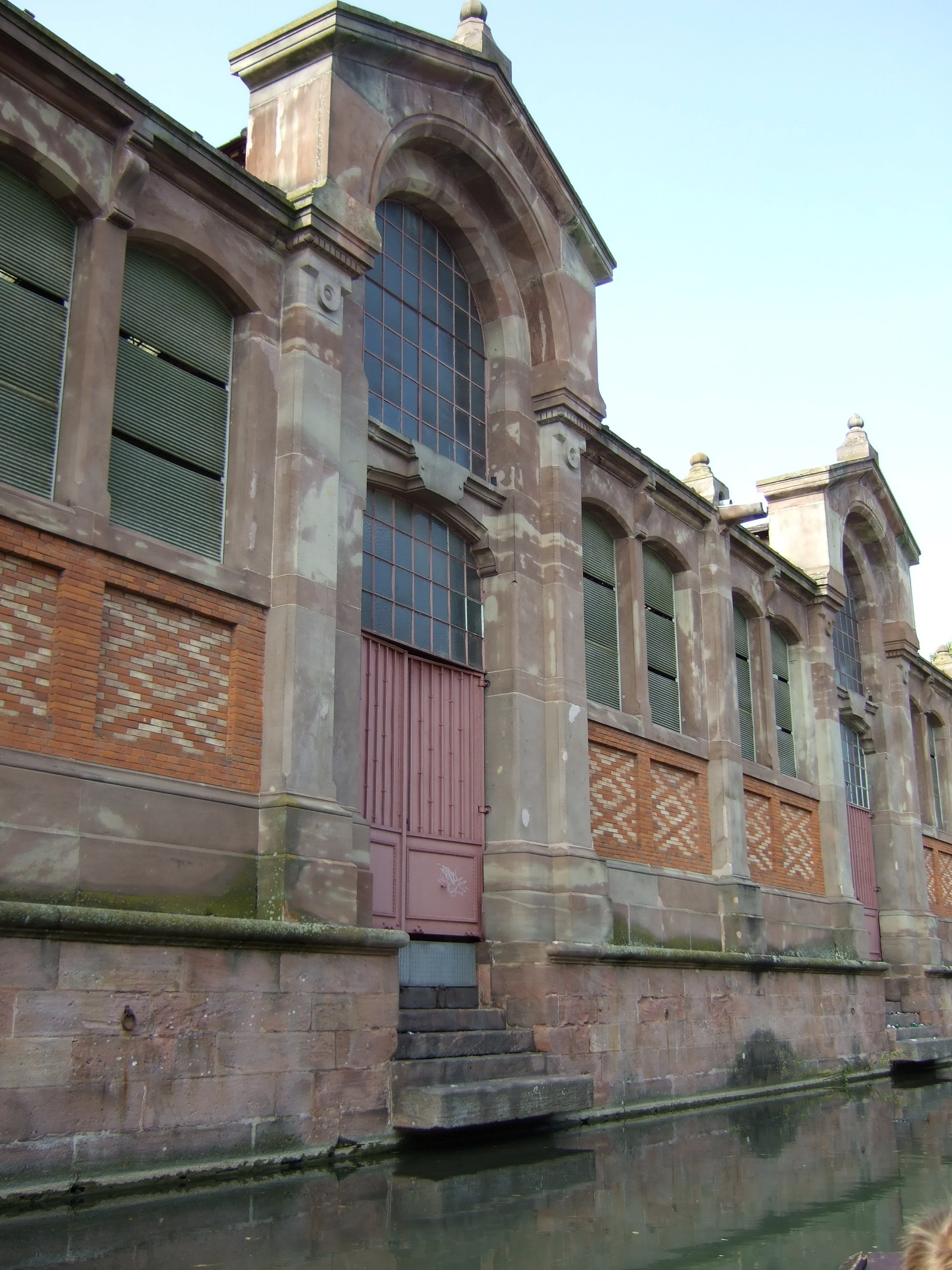
Marché couvert de Colmar
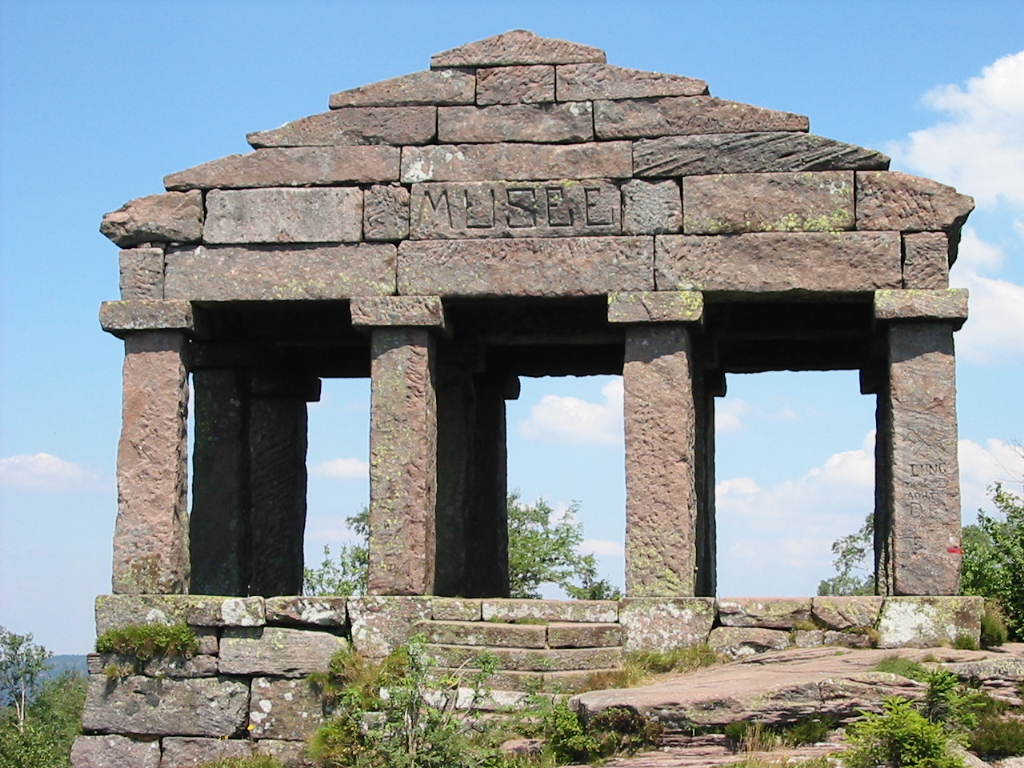
Temple du Donon
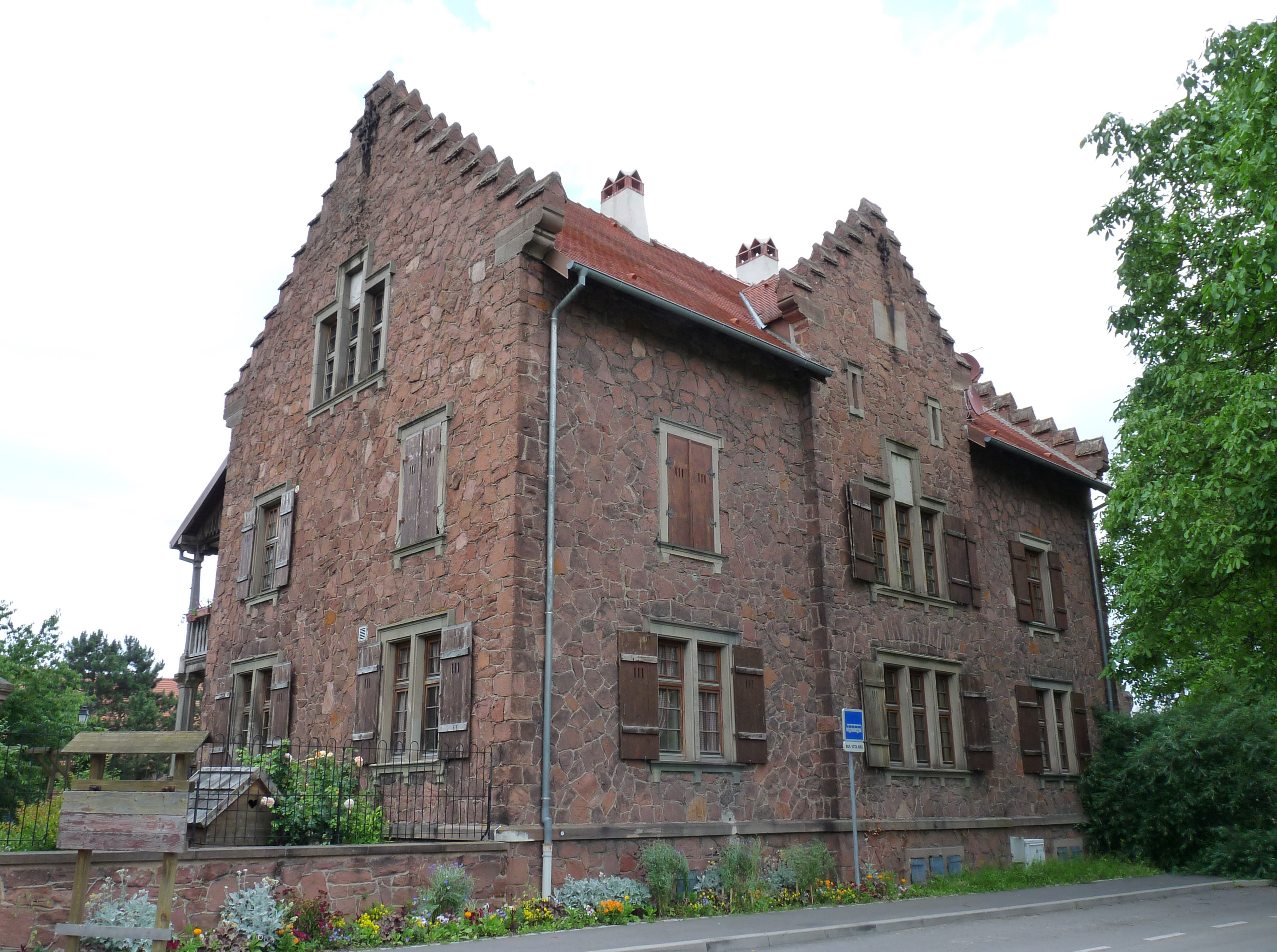
La ferme Bussière